# Jánosa Lajos
Jánosa Lajos (Budapest, 1931. március 11. –) díszlettervező, festőművész, egyetemi tanár.

## Életpályája
1951–1956 között az Iparművészeti Főiskola hallgatója volt, ahol Varga Mátyás oktatta. 1956–57-ben a Nemzeti Színházban tanult, valamint a Színház- és Filmművészeti Főiskola oktatója volt. 1957–1968 között a Madách Színház díszlettervezője volt. 1958–1965 között az Iparművészeti Főiskola díszlet-, jelmez szakvezető tanára volt. 1968 és 1996 között a Magyar Televízió tervezője és csoportvezetője volt. 1996 óta önálló tervező.

## Színházi munkái
A Színházi Adattárban regisztrált bemutatóinak száma: 121.
- Hartog: Családi ágy (1957)
- Fehér Klára: Nem vagyunk angyalok (1958)
- Gorkij: Nyaralók (1958)
- Beaumarchais: Figaro házassága avagy: Egy bolond nap (1958, 1966)
- George Bernard Shaw: Az ördög cimborája (1958)
- Aymé: Nem az én fejem (1959)
- Bródy Sándor: A medikus (1959, 1970)
- Hervé: Nebáncsvirág (1959)
- Vészi Endre: Varju doktor (1959)
- Hubay Miklós: Ők tudják mi a szerelem (1959, 1993)
- William Shakespeare: Vihar (1960, 1980)
- Tabi László: Különleges világnap (1960, 1971)
- Arthur Miller: Pillantás a hídról (1960)
- Danek: Szemtől szembe (1960)
- Priestley: Veszélyes forduló (1960, 1980)
- Panova: Búcsú a fehér éjszakától (1961)
- Tabi László: Esküvő (1961)
- Karvas: Éjféli mise (1962)
- Tennessee Williams: A vágy villamosa (1962, 1972)
- Christie: Az egérfogó (1962)
- Erich Maria Remarque: Az utolsó állomás (1962)
- Kamondy László: Vád és varázslat (1963)
- Füst Milán: Boldogtalanok (1963)
- Feuchtwanger: Simone Machard látomásai (1963)
- Bródy Sándor: A szerető (1963)
- William Shakespeare: Ahogy tetszik (1964)
- Sayers: Kathleen (1964)
- Füst Milán: Negyedik Henrik király (1964)
- Kleist: Amphitryon (1964)
- Müller Péter: Márta (1965)
- Shakespeare: Téli rege (1965)
- Turgenyev: Egy hónap falun (1966)
- Ránki György: Egy szerelem három éjszakája (1966)
- Williams: Amíg összeszoknak (1966)
- Sarkadi Imre: Oszlopos Simeon (1967)
- Wilder: A mi kis városunk (1967)
- Szlavin: Örvény (1967)
- Luigi Pirandello: Váróterem (1967)
  - Csocsó (1967)
  - Az ördöngős (1967)
- Albee: Nem félünk a farkastól (1967)
- Shakespeare: III. Richárd (1969)
- Henrik Ibsen: Solness építőmester (1969)
- Illyés Gyula: Lélekbúvár (1969)
- Déry Tibor: Tükör (1969)
- Csehov: Három nővér (1970)
- Miller: A salemi boszorkányok (1970)
- Williams: Tetovált rózsa (1970)
- Hubay Miklós: Tüzet viszek (1970, 1985)
- Barta Lajos: Szerelem (1970, 1974)
- Simon: Hotel Plaza (1970)
- Németh László: Galilei (1971)
- Vörösmarty Mihály: Csongor és Tünde (1971)
- Noël Coward: Vidám kísértet (1971)
- Williams: Nyár és füst (1971)
- Gaetano Donizetti: A csengő (1971)
- Giacomo Puccini: Gianni Schicchi (1971, 1978)
- Kárpáthy–Móra Ferenc: Aranykoporsó (1972)
- Bacharach: Ígéretek, ígéretek! (1972)
- Kálmán Imre: Bajadér (1972)
- Dallos Szilvia: Akvárium (1973)
- René de Obaldia: Vadnyugati szél (1974)
- Gorkij: Kispolgárok (1974)
- Molière: Don Juan (1974)
- Hernádi Gyula: Vérkeresztség (1975)
- Ungvári Tamás: Dóra jelenti (1975)
- Hernádi Gyula: A tolmács (1976)
- Katona József: Bánk bán (1976)
- Kocsis István: Tárlat az utcán (1976)
  - Bolyai estéje (1976)
- Georges Feydeau: A nagy szülés (1976, 1979)
  - Őnagysága megboldogult (1976, 1979)
  - Ne mászkálj meztelenül! (1976, 1979)
- Csuha-Dancsák-Körmendi: Az ellopott futár (1977)
- Hernádi Gyula: Bajcsy-Zsilinszky Endre (1977)
- Hegedüs Géza: Lackner Kristóf (1977)
- Shakespeare: Julius Caesar (1977)
- Novotny Gergely: Vacsora (1977)
- Breal: Tíz kiló arany (1977)
- Illyés Gyula: Egyiptomi világosság (1977)
  - Távozz tőlem angyal (1977)
- Kander-Ebb: Kabaré (1978)
- Mándy Iván: Gong (1978)
- Czakó Gábor: Gang (1978)
- Gogol: Háztűznéző (1978, 1981)
- Nóti Károly: Nyitott ablak (1978)
- Maróti Lajos: Közéletrajz (1979)
- Molnár Ferenc: Menyegző (1980)
- Feydeau: A szobalány fütyül rám (1980)
- Lernet-Holenia: Hússaláta (1980)
- Satrov: Égszínkék lovak, vörös füvön (1980)
- Shakespeare: A vihar (1980)
- Dosztojevszkij: A Karamazov testvérek (1981)
- Alexandre Dumas: A kaméliás hölgy (1981)
- Szentmihályi Szabó Péter: Látogató a végtelenből (1981)
- Maróti Lajos: Egy válás története (1982)
- Kocsis István: Megszámláltatott fák (1982)
- Karinthy Ferenc: Ősbemutató (1982)
- Feydeau: A balek (1982)
- Csehov: Ványa bácsi (1983)
- Csák Gyula: Az őszülés váratlan órája (1983)
- Szép Ernő: Kávécsarnok (1993)

## Filmjei
- Nem vagyunk angyalok (1966)
- VII. Olivér (1969)
- A vendég (1971)
- Zenés TV Színház (1972-1974)
- Trójai nők (1973)
- Római karnevál (1974)
- A medikus (1974)
- Bánk bán (1974)
- Tudós nők (1975)
- Csontváry (1975)
- Szabin nők elrablása (1975)
- Tiszta őrültek háza (1980)
- A messziről jött ember (1981)
- Az elítélt (1982)
- Kegyenc (1983)
- Buborékok (1983)